# 法性寺 (大阪市)
法性寺（ほっしょうじ）は、大阪市中央区中寺にある日蓮宗の寺院。山号は真如山。旧本山は京都妙覚寺、潮師法縁。

## 歴史
慶長3年（1598年）真如院日信により創建された。安永2年（1773年）に鐘楼が建立された。幕末から明治にかけては、薩摩藩御用商人・薩摩屋半兵衛の外護を受け、新選組に付け狙われた坂本龍馬が法性寺に身を隠したり、蘭医ボードウィンが寓居として逗留するなど 隆盛を極めていたが、昭和20年（1945年）3月13日の大阪大空襲で鐘楼堂と唱題堂を残しすべて焼失した。
昭和20年11月15日庫裏を建設、昭和25年（1950年）11月庫裏を延長建設し、仮本堂とす。
昭和27年（1952年）6月、中寺・妙徳寺の通用門を譲り受け、山門復興。
昭和37年（1962年）2月に本堂再建され、平成元年（1989年）庫裏客殿建立並びに大黒堂建立。
平成10年（1998年）釈迦堂建立。平成16年（2004年）三十番神勧請。
平成17年（2005年）5月仁王門建立。平成24年（2012年）本堂再度再建。
伊勢神宮式年遷宮、出雲大社式年遷宮の平成25年（2013年）鐘楼の大修理を行う。
平成28年（2016年）5月七面天女を勧請して戦後復興を円成。

## 境内
- 本堂　明治までの本堂は、南向きに建てられていたが、日像聖人550遠忌、法性寺開闢300年記念事業として明治30年（1897年）本堂建立。昭和4年（1929年）の立正大師日蓮650遠忌に唱題堂などとともに修復。鐘楼堂も移転修復されたが、昭和20年（1945年）3月13日の大阪大空襲で焼失した。その後昭和37年（1962年）2月に再建され、さらに平成24年（2012年）11月25日、現在の新本堂が竣工した。
- 釈迦堂　平成10年（1998年）に法性寺開闢400年の記念事業として建立された。堂内には一丈六尺の立像釈尊像が安置されている
- 鐘楼　江戸時代の安永2年（1773年）に日豊（16世）の代に建立されたもの。昭和4年（1929年）立正大師日蓮650遠忌記念事業に於いて現在地に移転された。昭和17年（1942年）3月に太平洋戦争の金属供出により梵鐘が失われたが、 鐘楼は昭和20年（1945年）3月13日の大阪大空襲で焼失を免れた。
- 昭和52年（1977年）に梵鐘が再鋳され、鐘楼も修理された。平成25年（2013年）鐘楼平成の大修理が行われた。 戦前の梵鐘は寛保元年（1741年）に約250霊の戒名を梵鐘の周囲に刻んで鋳造された。梵鐘には「永福山・法性寺日運」とあり、当時の「山号」は「永福山」であった。そしてこの梵鐘の細工人は大阪鋳物師・岸本仁右衛門と藤原吉人による。 梵鐘が鋳造されて32年後の安永2年（1773年）に現在の鐘楼が総檀方中により建立。 この鐘楼の棟札には「真如山・法性寺」となっていることからこの頃から法性寺の山号が「永福山」から「真如山」に改称されたと思われる。
- 旧書院　昭和56年（1981年）立正大師日蓮700遠忌の記念事業として建立された。
- 庫裏客殿　平成元年（1989年）10月22日に落慶した。
- 大黒堂　昭和60年（1985年）から3年かけて大黒さんのガラクタ市（不用品バザー）を開催し、その売り上げで平成元年（1989年）に建立された。  昭和20年（1945年）3月13日の大阪大空襲で焼失した大黒天は、「寛政3年（1791年） 8月20日夜、京大坂大風により、法性寺小坂の男松折れる。この古樹を以って大黒天3体を彫刻、一体は洛陽の本山妙覚寺へ贈られた。」（摂陽奇観）彫刻は大仏師・林如水である。昭和59年（1984年）甲子の年に、5尺の大黒天を彫刻し、日蓮宗大荒行堂で開眼。
- 山門　太平洋戦争中の昭和20年3月に大阪大空襲の爆撃で焼失したが、昭和27年（1952年）正妙院日耀（32世）が中寺町の妙徳寺の通用門を譲り受け復興した。その後誠諦院日進の代に屋根瓦を葺き替え、平成14年（2002年）大風で扉が破損。大修理を行い一新した。
- ボードウィン顕彰碑　法性寺に居住したボードウィンを顕彰するため平成12年（2000年）10月29日に除幕式が行われた。 ※ボードウィンは、1820年オランダのドルトレヒトに生まれグローニング医科大学を卒業し、陸軍医学校の教官をしていたが、幕末に来日し、長崎で医学生の指導をした。 明治元年（1868年）、大阪に行幸された明治天皇は、知事後藤象二郎に病院建設を命じ、大福寺（現天王寺区上本町）に大阪仮病院が設置された。院長には緒方洪庵の次男惟準（これよし）で、教師はオランダから招聘された蘭医ボードウィンだった。 惟準はボードウィンの身の回りの世話を「適塾」の門下生で薩摩藩御用商人薩摩屋半兵衛廣長（ひろなが）に頼み、法性寺がその寓居となった。 ボードウィンは、生活習慣の違いから豚を寺内で飼育したりして周囲を驚かせもしましたが、熱心な法華信仰者の半兵衛の教化を受け、南無妙法蓮華経の題目を唱えるようになったという。 適塾と大阪仮病院は阪大医学部の前進で、ボードウィンは、日本最初上野恩賜公園生みの親でもある。ボードウィンから贈られた、愛用のギヤマンの製の糖壺がある。
- 石造曼荼羅　立正大師日蓮の遺命を受け、帝都弘通をした日像が暦応5年（1268年）2月16日に彫刻した石の曼荼羅。　明治30年（1897年）、法性寺開闢三百年の記念事業で本堂再建の時、旧本堂床下の土中から出現した。
- 古手屋八郎兵衛の墓　古手屋八郎兵衛が建てた墓。施主古手屋八郎兵衛の文字がかすかに読み取れる。歌舞伎・浄瑠璃の「お妻八郎兵衛」の主人公古手屋八郎兵衛は、大坂鰻谷の古着屋で、「摂陽奇観」に享保2年7月の項に「古手屋八郎兵衛人殺し」とある。実説は不明だが、古手屋八郎兵衛が妻のお妻と母親を殺し法性寺の先祖の墓所で自殺したと伝えられている。

## 歴代
- 真如院日信（開山）正應院日照（二世）實教院日修（三世）智玄院日近（四世）善行院日宣（五世）善住院日要（六世）性善院日榮（七世）正受院日深（八世）季實院日芳（九世）一乗院日運（十世）造光院日元（十一世）守堅院日普（十二世）智山院日惠（十三世）有禪院日堪（十四世）界如院日榮（十五世）開示院日豊（十六世）本事院日逹（十七世）浄髻院日琯（十八世）性心院日明（十九世）修性院日慎（二十世）修襌院日亮（二十一世）観察院日量（二十二世）湛應院日隨（二十三世）正静院日観（二十四世）進善院日慶（二十五世）學進院日浄（二十六世）舜善院日明（二十七世）本智院日行（二十八世）本誓院日立（二十九世）智融院日定（三十世）正耀院日僊（三十一世）正妙院日耀（三十二世）正法院日豊（三十三世）誠諦院日進（三十四世）普門院日誓（三十五世現住）

## ギャラリー
- 明治7年境内縮図
- 昭和4年の境内
- 戦後復興の本堂
- 現在の法性寺本堂
- 法性寺 釈迦堂
- 法性寺 丈六釈迦堂
- 法性寺 西門
- 法性寺 仁王門
- 法性寺 阿形像
- 法性寺 吽形像
- 法性寺 大黒堂
- 法性寺 大黒天
- 浄行菩薩と箒小僧
- 法性寺 鐘楼
- 石造り曼荼羅
- 古手屋八郎兵衛墓
- 七面天女
- 三十番神